# 10356 Rudolfsteiner
10356 Rudolfsteiner este un asteroid din centura principală de asteroizi.

## Descriere
10356 Rudolfsteiner este un asteroid din centura principală de asteroizi. A fost descoperit pe 15 septembrie 1993 la Observatorul La Silla de Eric Walter Elst. Asteroidul prezintă o orbită caracterizată de o semiaxă mare de 2,69 ua, o excentricitate de 0,14 și o înclinație de 2,5° în raport cu ecliptica.